# LH-22 Baby Falken
LH-22 Baby Falken var ett svenskt segelflygplan konstruerat 1943.
Flygplanet konstruerades av Lennart Hemminger på sin fritid från arbetet vid AB Flygplan i Norrköping. Han ville skaffa fram ett bättre övningssegelflygplan som ersättning för Grunau Baby. 
Grundtanken till konstruktionen var att flygplanet skulle bli stabilare och tåla mer än Grunau Baby, och att flygplanskroppen även skulle kunna användas till en uppsättning lätt modifierade vingar från en havererad Grunau Baby där vingarna överlevt.
Flygplanet var högvingat med halvt fribärande vingar, stöttade med två stycken vingstöttor av stål. Kroppen bestod av en stålrörskonstruktion som kläddes med duk. Landstället bestod av två fasta hjul monterade bredvid varandra samt en fjädrande sporre vid stjärten. Vingar, stabilisatorn och sidroder var tillverkade i en träkonstruktion som kläddes med fanér och duk. Flygplanet kunde levereras i öppet utförande eller med plexiglashuv. Konstruktionen gav ett bästa glidtal på 1:19 vid 60 km/h.
Första prototypen (SE-SFI) flög 29 augusti 1945 på Kungsängens flygplats i Norrköping av Hemminger själv. Luftfartsmyndighetens provflygning utfördes av Gideon Karlsson medan Bo Wiren var typgranskare. 
26 april 1946 registrerades prototypflygplanet på Kockums Flygindustri som på sin fabrik i Malmö serietillverkade 18 stycken LH-22 Baby Falken. Av de 19 flygplan som tillverkades återstår idag fyra exemplar, dock inget i flygbart skick. I segelflygmuseet på Ålleberg finns en LH-22 Baby Falken utställd.  
Flygplanet var under sin tid populärt för sina fina flygegenskaper och det användes av flera piloter för femtimmarsprov, det användes även av några piloter för sina sträckflygningar till Silver-C och Guld-C.